# スタジオディーン
株式会社スタジオディーン（英: Studio DEEN Co.,Ltd.）は、日本のアニメ制作会社。株式会社イマ・グループの子会社。日本動画協会・日本コンテンツ振興機構正会員。

## 略歴
1975年3月14日に、東京テレビ動画（後の日本テレビ動画）出身で、サンライズスタジオの創立当初から同社で仕上検査を担当していた長谷川洋が、『勇者ライディーン』の制作をきっかけとして仕上スタジオの「有限会社スタジオディーン」を設立。会社の名前は同作の「ディーン」から名付けられ、以後、サンライズ作品の仕上を行った。
1982年より制作業務を開始した。当初は、『ドラえもん』などのシンエイ動画の諸作品や、『うる星やつら』の制作協力（グロス請け）をしていたが、1984年2月11日に公開された劇場版『うる星やつら2 ビューティフル・ドリーマー』の事実上の制作拠点となったことをきっかけに制作スタジオとして一本立ちし、同年4月よりスタジオぴえろ（現・ぴえろ）から同作の制作を引き継ぎ元請に進出した。その後1990年代前半まで、『めぞん一刻』・『F-エフ』・『らんま1/2』・『スーパーヅガン』といったキティ・フィルム作品の実制作を担当した。また、元請となって以降も『プロゴルファー猿』や『美味しんぼ』等シンエイ作品への制作協力や実制作は引き続き行われていた。
1994年4月、有限会社から株式会社へ改組。2005年に設立30周年を迎え、2006年1月より本社を東京都杉並区西荻北3丁目42番2号から現在の東京都武蔵野市吉祥寺南町4丁目4番13号へ移転。2011年4月1日、株式会社イマ・グループと業務提携、子会社となる。同年9月30日、長谷川が代表取締役を退任し、イマ・グループの顧問に就任した。
撮影部門と3DCG制作部門が存在しており、撮影部門には「め組」、3DCG制作部門（2004年開設）には「うみどり」という名称がそれぞれ与えられていたが、撮影部門は『リルリルフェアリル〜妖精のドア〜』（2016年）より「DEEN digital」（ディーン・デジタル）という名称が使用されている。
中国に子会社である蘇州丹尼動画有限公司（丹尼動画、旧：蘇州スタジオ）が存在する他、作画・仕上・背景などに韓国のアニメスタジオであるエコーアニメーション（Echo animation）が協力することがある。
2013年9月には親会社のイマ・グループが運営していた音楽レーベル「Cosmic Record」を継承し、音楽CDの企画・プロデュースも手がけるようになった。
キャラクタービジネスとして自社開発のコンテンツを中心にキャラクター制作とライセンス管理も手がける。イマ・グループ傘下だった株式会社サーファーズパラダイスとはグループのシナジー効果を活かして、共同企画「i-style Project」でVOCALOID3の蒼姫ラピスとメルリを展開し、「Project Yumenikki」のメディアミックス展開も共同で行っている。また、日中共同企画のテレビアニメ『霊剣山』ではアニメーション制作および国内での商品化とライセンス管理を担当している。

## 作品履歴

### テレビアニメ

#### 1980年代
| 開始年 | 放送期間         | タイトル         | 監督                             | 備考              |
| ------ | ---------------- | ---------------- | -------------------------------- | ----------------- |
| 1984年 | 10月 - 1986年3月 | うる星やつら     | 押井守 やまざきかずお            | 第130話以降を担当 |
| 1986年 | 3月 - 1988年3月  | めぞん一刻       | やまざきかずお 安濃高志 吉永尚之 |                   |
| 1988年 | 3月 - 12月       | F                | 真下耕一                         |                   |
| 1989年 | 4月 - 9月        | らんま1/2        | 芝山努 望月智充                  |                   |
| 1989年 | 10月 - 1992年9月 | らんま1/2 熱闘編 | 澤井幸次 西村純二                |                   |

#### 1990年代
| 開始年 | 放送期間         | タイトル                                    | 監督                    | アニメーション プロデューサー | 備考                   |
| ------ | ---------------- | ------------------------------------------- | ----------------------- | ----------------------------- | ---------------------- |
| 1992年 | 10月 - 1993年3月 | スーパーヅガン                              | 西村純二                | 豊住政弘                      |                        |
| 1994年 | 10月 - 12月      | D・N・A² 〜何処かで失くしたあいつのアイツ〜 | 坂田純一                | 長谷川洋 丸山正雄             | 共同制作：マッドハウス |
| 1995年 | 1月 - 12月       | 鬼神童子ZENKI                               | 西村純二                | 豊住政弘                      |                        |
| 1995年 | 4月 - 1996年3月  | クマのプー太郎                              | ムトウユージ            | 長谷川洋                      |                        |
| 1996年 | 10月 - 1997年3月 | ハーメルンのバイオリン弾き                  | 西村純二                | 白井勝也                      |                        |
| 1996年 | 10月 - 1997年9月 | 逮捕しちゃうぞ                              | わたなべひろし 西村純二 | 野口和紀                      |                        |
| 1997年 | 1月 - 3月        | EAT-MAN                                     | 真下耕一                | 白井勝也                      |                        |
| 1997年 | 4月 - 6月        | HAUNTEDじゃんくしょん                       | ムトウユージ            | 長谷川洋                      |                        |
| 1997年 | 7月 - 9月        | みすて♡ないでデイジー                       | ムトウユージ            | 豊住政弘                      |                        |
| 1997年 | 10月 - 12月      | ネクスト戦記EHRGEIZ                         | 川瀬敏文                | 白井勝也                      |                        |
| 1997年 | 11月 - 1998年9月 | るろうに剣心 -明治剣客浪漫譚-               | 古橋一浩                | 長谷川洋                      | 第67話以降を担当       |
| 1998年 | 1月 - 4月        | AWOL -Absent Without Leave-                 | 川瀬敏文                | 白井勝也                      |                        |
| 1998年 | 6月 - 8月        | 浦安鉄筋家族                                | 大地丙太郎              | 野口和紀                      |                        |
| 1998年 | 7月 - 12月       | SHADOW SKILL -影技-                         | 須永司                  | 豊住政弘                      |                        |
| 1998年 | 8月 - 10月       | ももいろシスターズ                          | ボブ白旗                | 野口和紀                      |                        |
| 1998年 | 10月 - 12月      | EAT-MAN'98                                  | 川瀬敏文                | 白井勝也                      |                        |
| 1999年 | 1月              | 日本一の男の魂                              | 吉田啓良 ボブ白旗       | 野口和紀                      |                        |
| 1999年 | 3月 - 4月        | 逮捕しちゃうぞ Special                      | 西村純二                | 松本健 野口和紀               |                        |
| 1999年 | 4月 - 9月        | エデンズボゥイ                              | 須永司                  | 長谷川洋                      |                        |
| 1999年 | 5月              | 日本一の男の魂2                             | 吉田啓良 ボブ白旗       | 野口和紀                      |                        |
| 1999年 | 7月 - 12月       | 仙界伝 封神演義                             | 西村純二                | 豊住政弘                      |                        |
| 1999年 | 7月              | パパと踊ろう                                | 吉田啓良                | 野口和紀                      |                        |
| 1999年 | 11月             | いつも心に太陽を!                           | 吉田啓良                | N/A                           |                        |

#### 2000年代
| 開始年 | 放送期間         | タイトル                                   | 監督                | アニメーション プロデューサー | 備考                                                           |
| ------ | ---------------- | ------------------------------------------ | ------------------- | ----------------------------- | -------------------------------------------------------------- |
| 2000年 | 1月 - 12月       | 六門天外モンコレナイト                     | 青木康直            | 野口和紀                      |                                                                |
| 2000年 | 10月 - 2001年1月 | グラビテーション                           | ボブ白旗            | 石井義光                      |                                                                |
| 2001年 | 1月 - 3月        | 破壊魔定光                                 | 大畑晃一            | 飯嶋浩次                      |                                                                |
| 2001年 | 4月 - 9月        | スターオーシャンEX                         | わたなべひろし      | 豊住政弘                      |                                                                |
| 2001年 | 4月 - 9月        | 逮捕しちゃうぞ Second Season               | 河本昇悟            | 野口和紀                      |                                                                |
| 2001年 | 7月 - 12月       | フルーツバスケット                         | 大地丙太郎          | 野口和紀                      |                                                                |
| 2001年 | 10月 - 12月      | ココロ図書館                               | 舛成孝二            | N/A                           |                                                                |
| 2001年 | 10月 - 2002年9月 | RAVE                                       | 渡部高志            | 野口和紀                      |                                                                |
| 2002年 | 4月 - 2003年3月  | 満月をさがして                             | 加藤敏幸            | 長谷川士龍                    |                                                                |
| 2002年 | 5月 - 8月        | 王ドロボウJING                             | わたなべひろし      | 豊住政弘                      |                                                                |
| 2002年 | 7月 - 12月       | SAMURAI DEEPER KYO                         | 西村純二            | 浦崎宣光                      |                                                                |
| 2002年 | 10月 - 2003年9月 | GetBackers-奪還屋-                         | 古橋一浩 元永慶太郎 | 野口和紀                      |                                                                |
| 2002年 | 10月 - 2003年9月 | ボンバーマンジェッターズ                   | 小寺勝之            | 松田桂一                      |                                                                |
| 2003年 | 1月 - 3月        | MOUSE                                      | 山口頼房            | 野口和紀 光延青児             | アニメーション制作協力：スタジオ雲雀                           |
| 2003年 | 4月 - 9月        | 魔探偵ロキRAGNAROK                         | わたなべひろし      | 浦崎宣光                      |                                                                |
| 2003年 | 10月 - 2004年1月 | ヤミと帽子と本の旅人                       | 山口祐司            | 浦崎宣光                      |                                                                |
| 2004年 | 1月 - 3月        | ゆめりあ                                   | 元永慶太郎          | 松田桂一                      |                                                                |
| 2004年 | 1月 - 3月        | 北へ。〜Diamond Dust Drops〜               | ボブ白旗            | 浦崎宣光                      |                                                                |
| 2004年 | 1月 - 4月        | マリア様がみてる                           | ユキヒロマツシタ    | 飯嶋浩次                      |                                                                |
| 2004年 | 4月 - 2005年2月  | 今日からマ王!                              | 西村純二            | 野口和紀 浦崎宣光             |                                                                |
| 2004年 | 4月 - 2005年3月  | Get Ride! アムドライバー                   | 虎田功              | 松田桂一                      |                                                                |
| 2004年 | 7月 - 9月        | マリア様がみてる〜春〜                     | ユキヒロマツシタ    | 飯嶋浩次                      |                                                                |
| 2004年 | 10月 - 2005年3月 | tactics                                    | わたなべひろし      | 浦崎宣光                      |                                                                |
| 2004年 | 10月 - 2005年3月 | ジパング                                   | 古橋一浩            | 飯島浩次                      |                                                                |
| 2005年 | 4月 - 2006年2月  | 今日からマ王!（第2シリーズ）               | 西村純二            | 野口和紀 浦崎宣光             |                                                                |
| 2005年 | 4月 - 2006年3月  | うえきの法則                               | わたなべひろし      | 浦崎宣光                      |                                                                |
| 2005年 | 7月 - 9月        | あまえないでよっ!!                         | 元永慶太郎          | 飯嶋浩次                      |                                                                |
| 2005年 | 10月 - 2006年4月 | 地獄少女                                   | 大森貴弘            | 飯嶋浩次                      |                                                                |
| 2005年 | 11月 - 2006年5月 | 銀牙伝説WEED                               | 加藤敏幸            | 松田桂一                      |                                                                |
| 2006年 | 1月 - 3月        | あまえないでよっ!! 喝!!                    | 元永慶太郎          | 飯嶋浩次                      |                                                                |
| 2006年 | 1月 - 6月        | Fate/stay night                            | 山口祐司            | 浦崎宣光                      |                                                                |
| 2006年 | 2月 - 3月        | びんちょうタン                             | 古橋一浩            | 松田桂一                      |                                                                |
| 2006年 | 4月 - 2009年3月  | 南の島の小さな飛行機 バーディー            | ボブ白旗            | 野口和紀                      |                                                                |
| 2006年 | 4月 - 9月        | ひぐらしのなく頃に                         | 今千秋              | 浦崎宣光                      |                                                                |
| 2006年 | 4月 - 9月        | simoun                                     | 西村純二            | 松田桂一                      |                                                                |
| 2006年 | 4月 - 6月        | プリンセス・プリンセス                     | 元永慶太郎          | 飯嶋浩次                      |                                                                |
| 2006年 | 10月 - 2007年3月 | 少年陰陽師                                 | 森邦宏              | 浦崎宣光                      |                                                                |
| 2006年 | 10月 - 2007年4月 | 地獄少女 二籠                              | 大森貴弘            | 飯島浩次                      |                                                                |
| 2007年 | 4月 - 6月        | シャイニング・ティアーズ・クロス・ウィンド | わたなべひろし      | 豊住政弘                      |                                                                |
| 2007年 | 4月 - 9月        | 桃華月憚                                   | 山口祐司            | 浦崎宣光                      |                                                                |
| 2007年 | 7月 - 9月        | CODE-E                                     | 加藤敏幸            | 松田桂一                      |                                                                |
| 2007年 | 7月 - 12月       | ひぐらしのなく頃に解                       | 今千秋              | 飯嶋浩次                      |                                                                |
| 2007年 | 10月 - 2008年3月 | 素敵探偵ラビリンス                         | わたなべひろし      | 豊住政弘                      |                                                                |
| 2007年 | 10月 - 2008年3月 | しおんの王                                 | 川瀬敏文            | 松田桂一                      |                                                                |
| 2007年 | 10月 - 2008年3月 | 逮捕しちゃうぞ フルスロットル              | 大畑晃一            | 飯嶋浩次                      |                                                                |
| 2008年 | 1月 - 3月        | 破天荒遊戯                                 | 高本宣弘            | 浦崎宣光                      |                                                                |
| 2008年 | 3月 - 6月        | ギャグマンガ日和3                          | 大地丙太郎          | N/A                           |                                                                |
| 2008年 | 4月 - 2009年2月  | 今日からマ王!（第3シリーズ）               | 西村純二            | 野口和紀 飯嶋浩次             |                                                                |
| 2008年 | 4月 - 6月        | ヴァンパイア騎士                           | 佐山聖子            | 松田桂一                      |                                                                |
| 2008年 | 4月 - 6月        | あまつき                                   | 古橋一浩            | 浦崎宣光                      |                                                                |
| 2008年 | 4月 - 6月        | 純情ロマンチカ                             | 今千秋              | 浦崎宣光                      |                                                                |
| 2008年 | 7月 - 9月        | Mission-E                                  | 加藤敏幸            | 松田桂一                      |                                                                |
| 2008年 | 10月 - 12月      | ヴァンパイア騎士 Guilty                    | 佐山聖子            | 松田桂一                      |                                                                |
| 2008年 | 10月 - 2009年4月 | 地獄少女 三鼎                              | わたなべひろし      | 飯島浩次                      |                                                                |
| 2008年 | 10月 - 12月      | 純情ロマンチカ2                            | 今千秋              | 浦崎宣光                      |                                                                |
| 2009年 | 1月 - 3月        | マリア様がみてる 4thシーズン               | 加藤敏幸            | 飯嶋浩次                      |                                                                |
| 2009年 | 1月 - 9月        | 夢をかなえるゾウ                           | 大地丙太郎          | 松田桂一                      | 「バラエティーニュース キミハ・ブレイク」（TBS系）内のコーナー |
| 2009年 | 4月 - 9月        | 07-GHOST                                   | 高本宣弘            | 浦崎宣光                      |                                                                |
| 2009年 | 7月 - 12月       | うみねこのなく頃に                         | 今千秋              | 浦崎宣光                      |                                                                |
| 2009年 | 10月 - 12月      | 生徒会の一存                               | 佐藤卓哉            | 飯嶋浩次                      |                                                                |

#### 2010年代
| 開始年 | 放送期間         | タイトル                                         | 監督                            | アニメーション プロデューサー | 備考                                               |
| ------ | ---------------- | ------------------------------------------------ | ------------------------------- | ----------------------------- | -------------------------------------------------- |
| 2010年 | 1月 - 6月        | ギャグマンガ日和+                                | 大地丙太郎                      | N/A                           |                                                    |
| 2010年 | 3月 - 9月        | 動物かんきょう会議                               | 西村純二                        | 飯嶋浩次                      |                                                    |
| 2010年 | 4月 - 9月        | GIANT KILLING                                    | 紅優                            | 浦崎宣光                      |                                                    |
| 2010年 | 4月 - 6月        | 薄桜鬼                                           | ヤマサキオサム                  | 浦崎宣光                      |                                                    |
| 2010年 | 7月 - 12月       | ぬらりひょんの孫                                 | 西村純二                        | 飯嶋浩次                      |                                                    |
| 2010年 | 10月 - 12月      | 薄桜鬼 碧血録                                    | ヤマサキオサム                  | 浦崎宣光                      |                                                    |
| 2011年 | 1月 - 3月        | これはゾンビですか?                              | 金﨑貴臣                        | 飯嶋浩次                      |                                                    |
| 2011年 | 1月 - 3月        | ドラゴンクライシス!                              | 橘秀樹                          | 松田桂一                      |                                                    |
| 2011年 | 4月 - 6月        | 世界一初恋                                       | 今千秋                          | 浦崎宣光                      |                                                    |
| 2011年 | 7月 - 12月       | ぬらりひょんの孫 〜千年魔京〜                    | 福田道生                        | 飯嶋浩次                      |                                                    |
| 2011年 | 10月 - 12月      | 世界一初恋2                                      | 今千秋                          | 浦崎宣光                      |                                                    |
| 2012年 | 1月 - 12月       | ポヨポヨ観察日記                                 | 大地丙太郎                      | N/A                           | 共同制作：ダックスプロダクション、メビウス・トーン |
| 2012年 | 4月 - 6月        | これはゾンビですか? オブ・ザ・デッド             | 金﨑貴臣                        | 飯嶋浩次                      |                                                    |
| 2012年 | 4月 - 6月        | 緋色の欠片                                       | ボブ白旗                        | 浦崎宣光                      |                                                    |
| 2012年 | 4月 - 6月        | さんかれあ                                       | 畠山守                          | 浦崎宣光                      |                                                    |
| 2012年 | 7月 - 9月        | 薄桜鬼 黎明録                                    | ヤマサキオサム                  | 浦崎宣光                      |                                                    |
| 2012年 | 9月 - 12月       | 緋色の欠片 第二章                                | ボブ白旗                        | 浦崎宣光                      |                                                    |
| 2013年 | 1月 - 3月        | 八犬伝―東方八犬異聞―                             | ヤマサキオサム（総） 山﨑みつえ | 浦崎宣光 和田薫               | 第1期                                              |
| 2013年 | 7月 - 9月        | 八犬伝―東方八犬異聞―                             | ヤマサキオサム（総） 山﨑みつえ | 浦崎宣光 和田薫               | 第2期                                              |
| 2013年 | 7月 - 9月        | ローゼンメイデン                                 | 畠山守                          | 浦崎宣光                      |                                                    |
| 2013年 | 7月 - 12月       | 義風堂々!! 兼続と慶次                            | 原哲夫（総） ボブ白旗           | 野邉伸泰                      | 共同制作：スタジオ雲雀（第19話）                   |
| 2013年 | 10月 - 12月      | メガネブ!                                        | 山本蒼美                        | 和田薫                        |                                                    |
| 2014年 | 1月 - 3月        | 桜Trick                                          | 石倉賢一                        | 浦崎宣光                      |                                                    |
| 2014年 | 1月 - 3月        | pupa                                             | 望月智充                        | 浦崎宣光                      |                                                    |
| 2014年 | 3月              | わしも WASIMO                                    | 今川泰宏                        | 浦崎宣光                      |                                                    |
| 2014年 | 4月 - 6月        | 召しませロードス島戦記 〜それっておいしいの?〜   | 鈴木行                          | 鹿嶌舜                        | 共同制作：スタジオ雲雀                             |
| 2014年 | 7月 - 9月        | 幕末Rock                                         | 川崎逸朗                        | 和田薫                        |                                                    |
| 2014年 | 7月 - 12月       | 毎度!浦安鉄筋家族                                | 大地丙太郎                      | 浦崎宣光                      |                                                    |
| 2014年 | 10月 - 2015年3月 | ログ・ホライズン（第2シリーズ）                  | 石平信司                        | 和田薫                        |                                                    |
| 2015年 | 1月 - 2022年3月  | わしも WASIMO（第2期 - 第9期）                   | 川瀬敏文                        | 浦崎宣光                      |                                                    |
| 2015年 | 4月 - 12月       | ジュエルペット マジカルチェンジ                  | 近藤信宏                        | 浦崎宣光                      | 制作協力：トムス・エンタテインメント               |
| 2015年 | 7月 - 9月        | 純情ロマンチカ3                                  | 今千秋                          | 浦崎宣光                      |                                                    |
| 2016年 | 1月 - 4月        | 昭和元禄落語心中                                 | 畠山守                          | 浦崎宣光                      |                                                    |
| 2016年 | 1月 - 3月        | この素晴らしい世界に祝福を!                      | 金崎貴臣                        | 浦崎宣光                      |                                                    |
| 2016年 | 1月 - 3月        | 霊剣山 星屑たちの宴                              | 鈴木行                          | 宮本逸雄                      | 制作協力：スタジオ雲雀                             |
| 2016年 | 2月 - 2017年3月  | リルリルフェアリル〜妖精のドア〜                 | 五城桜                          | 市岡大輔                      |                                                    |
| 2016年 | 4月 - 6月        | SUPER LOVERS                                     | 石平信司                        | 浦崎宣光 中田善文             |                                                    |
| 2016年 | 4月 - 6月        | とんかつDJアゲ太郎                               | 大地丙太郎                      | 石井仁                        | アニメーション制作協力：EMTスクエアード            |
| 2016年 | 4月 - 7月        | 坂本ですが?                                      | 高松信司                        | 浦崎宣光                      |                                                    |
| 2016年 | 4月 - 2017年2月  | なめこ〜せかいのともだち〜                       | わたなべひろし                  | N/A                           |                                                    |
| 2016年 | 7月 - 9月        | 初恋モンスター                                   | 稲垣隆行                        | 浦崎宣光                      |                                                    |
| 2016年 | 10月 - 2017年1月 | あおおに〜じ・あにめぇしょん〜                   | 濱村敏郎（総） 前田地生         | 津川明倫 中田善文             |                                                    |
| 2017年 | 1月 - 3月        | 昭和元禄落語心中 -助六再び篇-                    | 畠山守                          | 浦崎宣光                      |                                                    |
| 2017年 | 1月 - 3月        | この素晴らしい世界に祝福を!2                     | 金崎貴臣                        | 浦崎宣光                      |                                                    |
| 2017年 | 1月 - 3月        | 霊剣山 叡智への資格                              | 西澤晋                          | 松田桂一 大野雅義             | 制作協力：マーヴィージャック                       |
| 2017年 | 1月 - 3月        | SUPER LOVERS 2                                   | 石平信司                        | 浦崎宣光 中田善文             |                                                    |
| 2017年 | 4月 - 6月        | カブキブ!                                        | 米田和弘                        | 齋藤隆行                      |                                                    |
| 2017年 | 4月 - 2018年3月  | リルリルフェアリル〜魔法の鏡〜                   | 五城桜 今中菜々                 | 市岡大輔                      |                                                    |
| 2017年 | 7月 - 10月       | THE REFLECTION                                   | 長濵博史                        | 中田善文                      |                                                    |
| 2017年 | 7月 - 9月        | 地獄少女 宵伽                                    | 大森貴弘                        | 飯島浩次 豊住政弘             |                                                    |
| 2017年 | 10月 - 12月      | 鬼灯の冷徹 第弐期                                | 米田和弘                        | 齋藤隆行                      |                                                    |
| 2018年 | 1月 - 3月        | 伊藤潤二『コレクション』                         | 田頭しのぶ                      | 大野雅義                      | アニメーション制作協力：マーヴィージャック         |
| 2018年 | 4月 - 6月        | グラゼニ                                         | 渡辺歩                          | 浦崎宣光 市岡大輔             | シーズン1                                          |
| 2018年 | 10月 - 12月      | グラゼニ                                         | 渡辺歩                          | 浦崎宣光 市岡大輔             | シーズン2                                          |
| 2018年 | 4月 - 7月        | 鬼灯の冷徹 第弐期（第2クール）                   | 米田和弘                        | 齋藤隆行                      |                                                    |
| 2018年 | 7月 - 9月        | 音楽少女                                         | 西本由紀夫                      | 中田善文                      |                                                    |
| 2018年 | 7月 - 2019年1月  | おしえて魔法のペンデュラム～リルリルフェアリル～ | 前田地生                        | 佐久間智紀                    |                                                    |
| 2018年 | 7月 - 9月        | 悪偶 -天才人形-                                  | ボブ白旗                        | 大野雅義                      | アニメーション制作協力：マーヴィージャック         |
| 2018年 | 8月 - 10月       | ムヒョとロージーの魔法律相談事務所               | 近藤信宏                        | 佐久間智紀 牧野公翔           | 制作協力：ブリッジ                                 |
| 2018年 | 10月 - 12月      | 軒轅剣 蒼き曜                                    | わたなべひろし                  | 浦崎宣光 市岡大輔             |                                                    |
| 2018年 | 10月 - 12月      | BAKUMATSU                                        | 渡辺正樹                        | 野口和紀                      |                                                    |
| 2019年 | 4月 - 6月        | BAKUMATSUクライシス                              | サトウ光敏                      | 野口和紀                      |                                                    |
| 2019年 | 7月 - 9月        | 胡蝶綺 〜若き信長〜                              | 阿部記之                        | 齋藤隆行                      |                                                    |
| 2019年 | 10月 - 12月      | 厨病激発ボーイ                                   | 市川量也                        | 浦崎宣光 齋藤隆行             |                                                    |
| 2019年 | 10月 - 2020年3月 | 七つの大罪 神々の逆鱗                            | 西澤晋                          | 門貴治 浦崎宣光               | 制作協力：マーヴィージャック                       |

#### 2020年代
| 開始年 | 放送期間    | タイトル                                                                        | 監督             | アニメーション プロデューサー | 備考                                       |
| ------ | ----------- | ------------------------------------------------------------------------------- | ---------------- | ----------------------------- | ------------------------------------------ |
| 2020年 | 1月 - 3月   | 魔術士オーフェンはぐれ旅                                                        | 浜名孝行         | 中田善文 浦崎宣光             |                                            |
| 2020年 | 7月 - 9月   | ムヒョとロージーの魔法律相談事務所（第2期）                                     | 近藤信宏         | 佐久間智紀 牧野公翔           | 制作協力：ブリッジ                         |
| 2021年 | 1月 - 6月   | 七つの大罪 憤怒の審判                                                           | 西澤晋           | 門貴治 坂本佳亮               | アニメーション制作協力：マーヴィージャック |
| 2021年 | 1月 - 3月   | ログ・ホライズン 円卓崩壊                                                       | 石平信司         | 浦崎宣光                      |                                            |
| 2021年 | 1月 - 3月   | 魔術士オーフェンはぐれ旅 キムラック編                                           | 浜名孝行         | 中田善文 浦崎宣光             |                                            |
| 2022年 | 1月 - 3月   | 佐々木と宮野                                                                    | 石平信司         | 齋藤隆行                      |                                            |
| 2023年 | 1月 - 3月   | 魔術士オーフェンはぐれ旅 アーバンラマ編                                         | 浜名孝行         | 中田善文                      |                                            |
| 2023年 | 4月 - 6月   | 魔術士オーフェンはぐれ旅 聖域編                                                 | 浜名孝行         | 中田善文                      |                                            |
| 2023年 | 10月 - 12月 | キボウノチカラ〜オトナプリキュア'23〜                                           | 浜名孝行         | 門貴治 中田善文               | 共同制作：東映アニメーション               |
| 2024年 | 4月 - 6月   | Re:Monster                                                                      | イナガキタカユキ | 門貴治 中田善文               |                                            |
| 2024年 | 4月 - 6月   | ただいま、おかえり                                                              | 石平信司         | 齋藤隆行                      |                                            |
| 2024年 | 4月 - 6月   | 出来損ないと呼ばれた元英雄は、 実家から追放されたので好き勝手に生きることにした | 古賀一臣         | 齋藤隆行 大野恵               | 共同制作：マーヴィージャック               |
| 2024年 | 7月 - 9月   | 義妹生活                                                                        | 上野壮大         | 中田善文                      |                                            |
| 2024年 | 7月 - 9月   | 黄昏アウトフォーカス                                                            | 渡部穏寛         | 齋藤隆行                      |                                            |
| 2024年 | 10月 -      | 来世は他人がいい                                                                | 川瀬敏文         | 門貴治 中田善文               |                                            |
| 2025年 | 1月 - 3月   | 没落予定の貴族だけど、 暇だったから魔法を極めてみた                             | 石倉賢一         | 齋藤隆行 大野恵               | 共同制作：マーヴィージャック               |
| 2025年 | 1月 - 3月   | 魔法つかいプリキュア!!〜MIRAI DAYS〜                                            | 浜名孝行         | 門貴治 中田善文               | 共同制作：東映アニメーション               |
| 2025年 | 1月 - 3月   | マジック・メイカー 〜異世界魔法の作り方〜                                       | 古賀一臣         | 中田善文                      |                                            |
| 2025年 | 4月 - 6月   | ギャグマンガ日和GO                                                              | 大地丙太郎       | 門貴治                        |                                            |
| 2025年 | 7月 -       | 美男高校地球防衛部ハイカラ!                                                     | 高松信司         | 齋藤隆行                      |                                            |
| 2025年 | 10月 -      | 忍者と極道                                                                      | 渡部穏寛         | 未公表                        |                                            |
| 2025年 | 10月 -      | 転生悪女の黒歴史                                                                | 桜井弘明         | 未公表                        |                                            |
| 2026年 | 1月 -       | 死亡遊戯で飯を食う。                                                            | 上野壮大         | 未公表                        |                                            |
| 2026年 | 1月 -       | 異世界の沙汰は社畜次第                                                          | 石平信司         | 未公表                        |                                            |
| 2026年 | 1月 -       | 悪役令嬢は隣国の王太子に溺愛される                                              | 浜名孝行         | 未公表                        |                                            |

### 劇場アニメ
| 公開年 | タイトル                                                | 監督           | 備考                                                                 |
| ------ | ------------------------------------------------------- | -------------- | -------------------------------------------------------------------- |
| 1985年 | うる星やつら3 リメンバー・マイ・ラヴ                    | やまざきかずお |                                                                      |
| 1986年 | うる星やつら4 ラム・ザ・フォーエバー                    | やまざきかずお |                                                                      |
| 1989年 | 機動警察パトレイバー the Movie                          | 押井守         | 制作協力：IGタツノコ                                                 |
| 1991年 | らんま1/2 中国寝崑崙大決戦! 掟やぶりの激闘篇!!          | 井内秀治       |                                                                      |
| 1999年 | 逮捕しちゃうぞ the MOVIE                                | 西村純二       |                                                                      |
| 2000年 | 劇場版 六門天外モンコレナイト〜伝説のファイアドラゴン〜 | 青木康直       |                                                                      |
| 2001年 | 頭文字D Third Stage                                     | 山口史嗣       |                                                                      |
| 2010年 | Fate/stay night UNLIMITED BLADE WORKS                   | 山口祐司       |                                                                      |
| 2010年 | 銀幕ヘタリア Axis Powers Paint it, White（白くぬれ!）   | ボブ白旗       |                                                                      |
| 2013年 | 劇場版 薄桜鬼 第一章 京都乱舞                           | ヤマサキオサム |                                                                      |
| 2014年 | 劇場版 薄桜鬼 第二章 士魂蒼穹                           | ヤマサキオサム |                                                                      |
| 2014年 | 劇場版 世界一初恋 〜横澤隆史の場合〜                    | 今千秋         |                                                                      |
| 2015年 | 音楽少女                                                | 石倉賢一       | 2014年度若手アニメーター育成プロジェクト「アニメミライ2015」参加作品 |
| 2015年 | 劇場版『明治東亰恋伽』                                  | わたなべひろし |                                                                      |
| 2016年 | なぜ生きる－蓮如上人と吉崎炎上－                        | 大庭秀昭       |                                                                      |
| 2017年 | 青鬼 THE ANIMATION                                      | 濱村敏郎       |                                                                      |
| 2021年 | 劇場版 美少女戦士セーラームーンEternal                  | 今千秋         | 共同制作：東映アニメーション                                         |
| 2021年 | 劇場版 七つの大罪 光に呪われし者たち                    | 浜名孝行       |                                                                      |
| 2023年 | 劇場版 美少女戦士セーラームーンCosmos                   | 高橋友也       | 共同制作：東映アニメーション                                         |
| 2023年 | 映画 佐々木と宮野ー卒業編ー                             | 石平信司       | 同時上映                                                             |
| 2023年 | 平野と鍵浦                                              | 石平信司       | 同時上映                                                             |
| 2023年 | 劇場版 Collar×Malice -deep cover-                       | わたなべひろし |                                                                      |

### OVA
| 発売年 | タイトル                                    | 監督                          | 備考    |
| ------ | ------------------------------------------- | ----------------------------- | ------- |
| 1985年 | 天使のたまご                                | 押井守                        |         |
| 1987年 | トワイライトQ 迷宮物件 FILE538              | 押井守                        |         |
| 1988年 | 機動警察パトレイバー                        | 押井守（1 – 6） 吉永尚之（7） | -1989年 |
| 1991年 | 英雄凱伝モザイカ                            | 高橋良輔                      |         |
| 1992年 | ハロー張りネズミ〜殺意の領分〜              | 鈴木行                        |         |
| 1994年 | 逮捕しちゃうぞ                              | 古橋一浩                      | -1995年 |
| 1995年 | 無責任艦長タイラー                          | 吉永尚之                      | -1996年 |
| 1995年 | D・N・A² 〜何処かで失くしたあいつのアイツ〜 | 坂田純一                      |         |
| 1997年 | 鬼神童子ZENKI外伝〜黯鬼奇譚〜               | 西村純二                      |         |
| 1998年 | 超機動伝説ダイナギガ                        | 吉永尚之                      |         |
| 1998年 | 鉄拳 -TEKKEN-                               | 杉島邦久                      |         |
| 1999年 | るろうに剣心 -明治剣客浪漫譚- 追憶編        | 古橋一浩                      |         |
| 2001年 | R.O.D -READ OR DIE-                         | 舛成孝二                      | -2002年 |
| 2001年 | るろうに剣心 -明治剣客浪漫譚- 星霜編        | 古橋一浩                      | -2002年 |
| 2004年 | 王ドロボウJING in Seventh Heaven            | わたなべひろし                |         |
| 2006年 | マリア様がみてる 3rdシーズン                | ユキヒロマツシタ              | -2007年 |
| 2007年 | 今日からマ王! R                             | 西村純二                      | -2008年 |
| 2009年 | ひぐらしのなく頃に礼                        | 川瀬敏文                      |         |
| 2010年 | らんま1/2 悪夢!春眠香                       | もりたけし                    |         |
| 2011年 | 世界一初恋 〜小野寺律の場合〜               | 今千秋                        |         |
| 2011年 | ひぐらしのなく頃に煌                        | 橘秀樹                        | -2012年 |
| 2011年 | 薄桜鬼 雪華録                               | ヤマサキオサム                |         |
| 2011年 | るろうに剣心 -明治剣客浪漫譚- 新京都編      | 古橋一浩                      |         |
| 2011年 | 世界一初恋 〜羽鳥芳雪の場合〜               | 今千秋                        |         |
| 2012年 | 純情ロマンチカ 16                           | 今千秋                        |         |
| 2013年 | ひぐらしのなく頃に拡 〜アウトブレイク〜     | 川瀬敏文                      |         |
| 2014年 | Hybrid Child                                | 福田道生                      |         |
| 2015年 | 昭和元禄落語心中                            | 畠山守                        |         |
| 2015年 | ヒーローカンパニー                          | ボブ白旗                      |         |
| 2017年 | 鬼灯の冷徹                                  | 米田和弘                      |         |
| 2020年 | 世界一初恋〜プロポーズ編〜                  | 今千秋                        |         |
| 2021年 | 薄桜鬼                                      | ヤマサキオサム                | -2022年 |

### Webアニメ
| 配信年 | タイトル                          | 監督              | 備考                     |
| ------ | --------------------------------- | ----------------- | ------------------------ |
| 2009年 | ヘタリア Axis Powers              | ボブ白旗          | -2010年                  |
| 2010年 | Starry☆Sky                        | 高本宣弘          | -2011年                  |
| 2010年 | ヘタリア World Series             | ボブ白旗          | -2011年                  |
| 2013年 | ヘタリア The Beautiful World      | わたなべひろし    |                          |
| 2015年 | ヘタリア The World Twinkle        | わたなべひろし    |                          |
| 2017年 | ネオ・ヨキオ                      | 古橋一浩 西村純二 | 共同制作：Production I.G |
| 2020年 | リック・アンド・モーティ 侍と将軍 | 佐藤懐智          | DEEN DIGITAL制作         |
| 2021年 | ヘタリア World★Stars              | わたなべひろし    |                          |
| 2023年 | 伊藤潤二『マニアック』            | 田頭しのぶ        |                          |
| 2023年 | 大奥                              | 阿部記之          |                          |

### ゲーム
| 発売年 | タイトル                 | 機種         | 備考                                |
| ------ | ------------------------ | ------------ | ----------------------------------- |
| 1996年 | ファーランドストーリーFX | PC-FX        | アニメーション制作                  |
| 1997年 | グランディア             | セガサターン | アニメーション協力 CGアニメーション |

### 仕上担当作品
| 年     | タイトル                                            | 制作元請                         | 備考       |
| ------ | --------------------------------------------------- | -------------------------------- | ---------- |
| 1977年 | 無敵超人ザンボット3                                 | 日本サンライズ                   | -1978年    |
| 1978年 | 無敵鋼人ダイターン3                                 | 日本サンライズ                   | -1979年    |
| 1979年 | 機動戦士ガンダム                                    | 日本サンライズ                   | -1980年    |
| 1980年 | 伝説巨神イデオン                                    | 日本サンライズ                   | -1981年    |
| 1980年 | 無敵ロボ トライダーG7                               | 日本サンライズ                   | -1981年    |
| 1980年 | まんがことわざ事典                                  | 土田プロダクション               | -1982年    |
| 1981年 | 太陽の牙ダグラム                                    | 日本サンライズ                   | -1983年    |
| 1981年 | 最強ロボ ダイオージャ                               | 日本サンライズ                   | -1982年    |
| 1981年 | 劇場版機動戦士ガンダム                              | 日本サンライズ                   |            |
| 1981年 | 劇場版機動戦士ガンダムII 哀・戦士編                 | 日本サンライズ                   |            |
| 1982年 | 戦闘メカ ザブングル                                 | 日本サンライズ                   | -1983年    |
| 1982年 | 劇場版機動戦士ガンダムIII めぐりあい宇宙編          | 日本サンライズ                   |            |
| 1982年 | 劇場版伝説巨神イデオン 接触編・発動編               | 日本サンライズ                   |            |
| 1983年 | 聖戦士ダンバイン                                    | 日本サンライズ                   | -1984年    |
| 1983年 | 装甲騎兵ボトムズ                                    | 日本サンライズ                   | -1984年    |
| 1984年 | 超力ロボ ガラット                                   | 日本サンライズ                   | -1985年    |
| 1985年 | ルパン三世 バビロンの黄金伝説                       | 東京ムービー新社                 |            |
| 1987年 | エスパー魔美                                        | シンエイ動画                     | -1989年    |
| 1987年 | シティーハンター                                    | 日本サンライズ→サンライズ        | -1988年    |
| 1987年 | 北斗の拳2                                           | 東映動画                         | -1988年    |
| 1988年 | シティーハンター2                                   | サンライズ                       | -1989年    |
| 1988年 | 魔神英雄伝ワタル                                    | サンライズ                       | -1989年    |
| 1988年 | 火垂るの墓                                          | スタジオジブリ                   |            |
| 1989年 | 魔動王グランゾート                                  | サンライズ                       | -1990年    |
| 1989年 | シティーハンター3                                   | サンライズ                       |            |
| 1991年 | シティーハンター'91                                 | サンライズ                       | -1991年    |
| 1995年 | 新世紀エヴァンゲリオン                              | ガイナックス・タツノコプロ       | -1996年    |
| 2004年 | スチームボーイ                                      | サンライズ                       |            |
| 2019年 | アズールレーン                                      | バイブリーアニメーションスタジオ | 第4話      |
| 2019年 | 劇場版グリザイア：ファントムトリガー                | バイブリーアニメーションスタジオ |            |
| 2020年 | 劇場版グリザイア：ファントムトリガー スターゲイザー | バイブリーアニメーションスタジオ | OP映像のみ |

### 制作協力
| 年     | タイトル                                              | 制作元請                                              | 備考                               |
| ------ | ----------------------------------------------------- | ----------------------------------------------------- | ---------------------------------- |
| 1979年 | ドラえもん                                            | シンエイ動画                                          | -2005年、各話制作協力              |
| 1981年 | うる星やつら                                          | スタジオぴえろ                                        | -1984年、第129話までを各話制作協力 |
| 1984年 | うる星やつら2 ビューティフル・ドリーマー              | スタジオぴえろ                                        | 制作協力                           |
| 1985年 | プロゴルファー猿                                      | シンエイ動画                                          | -1988年                            |
| 1987年 | エスパー魔美                                          | シンエイ動画                                          | -1989年、各話制作協力              |
| 1988年 | 新プロゴルファー猿                                    | シンエイ動画                                          | 制作協力                           |
| 1988年 | ビリ犬                                                | シンエイ動画                                          | -1989年、制作協力                  |
| 1988年 | 美味しんぼ                                            | シンエイ動画                                          | -1992年、アニメーション協力        |
| 1989年 | ビリ犬なんでも商会                                    | シンエイ動画                                          | 制作協力                           |
| 1991年 | 機甲警察メタルジャック                                | サンライズ                                            | 制作協力                           |
| 1992年 | 楽しいムーミン一家 冒険日記                           | テレイメージ                                          | 各話制作協力                       |
| 1993年 | 疾風!アイアンリーガー                                 | サンライズ                                            | -1994年、各話制作協力              |
| 1994年 | 覇王大系リューナイト                                  | サンライズ                                            | -1995年、各話制作協力              |
| 1996年 | ドラゴンクエスト列伝 ロトの紋章                       | 日本アニメーション                                    | 制作協力                           |
| 1996年 | 爆走兄弟レッツ&ゴー!!                                 | XEBEC                                                 | 各話制作協力                       |
| 1996年 | Road Rovers                                           | ワーナー・ブラザース・アニメーション スタジオジュニオ | 第8話制作協力                      |
| 1997年 | シティーハンター グッド・バイ・マイ・スイート・ハート | サンライズ                                            | 制作協力                           |
| 1997年 | スパークリングフェザー                                | 日本電気ホームエレクトロニクス                        | 制作協力                           |
| 1998年 | 超速スピナー                                          | XEBEC                                                 | 各話制作協力                       |
| 1999年 | ハンター×ハンター                                     | 日本アニメーション                                    | -2001年、制作協力                  |
| 1999年 | 神風怪盗ジャンヌ                                      | 東映アニメーション                                    | アニメーション協力                 |
| 2006年 | 武装錬金                                              | XEBEC                                                 | 各話制作協力                       |
| 2009年 | クッキンアイドル アイ!マイ!まいん!                    | NHKエデュケーショナル NAS                             | -2013年、アニメーション制作協力    |
| 2009年 | くるねこ                                              | ダックスプロダクション                                | 制作協力（共同：メビウス・トーン） |
| 2012年 | ヱヴァンゲリヲン新劇場版:Q                            | カラー                                                | 動画協力                           |
| 2021年 | 古見さんは、コミュ症です。                            | OLM TEAM KOJIMA                                       | 各話制作協力                       |
| 2022年 | CUE!                                                  | グラフィニカ ゆめ太カンパニー                         | 各話制作協力                       |
| 2023年 | ひろがるスカイ!プリキュア                             | 東映アニメーション                                    | アニメーション協力                 |
| 2024年 | わんだふるぷりきゅあ!                                 | 東映アニメーション                                    | アニメーション協力                 |
| 2025年 | キミとアイドルプリキュア♪                             | 東映アニメーション                                    | アニメーション協力                 |

### その他
オリジナル企画
- わーなびっ.jk（2013年 - 2016年）

| 放送年 | タイトル                                    | 役職         | 担当話数             | 制作元請                         | 備考                           |
| ------ | ------------------------------------------- | ------------ | -------------------- | -------------------------------- | ------------------------------ |
| 2007年 | 恋する天使アンジェリーク ～かがやきの明日～ | 動画         | 第1話 第6話 第12話   | サテライト                       | 表記：スタジオDEEN             |
| 2013年 | 惡の華                                      | 3DCG制作     |                      | ZEXCS                            |                                |
| 2015年 | のんのんびより りぴーと                     | 3D           | 第7話 第9話 - 第11話 | SILVER LINK.                     | うみどり                       |
| 2018年 | あそびあそばせ                              | 撮影         |                      | Lerche                           |                                |
| 2019年 | ケンガンアシュラ                            | 撮影         | LARX ENTERTAINMENT   |                                  |                                |
| 2019年 | アズールレーン                              | 動画仕上げ   | 第4話                | バイブリーアニメーションスタジオ |                                |
| 2019年 | Fate/Grand Order -絶対魔獣戦線バビロニア-   | 動画         | 第2話、第10話        | CloverWorks                      |                                |
| 2020年 | ハイキュー!! TO THE TOP                     | 動画         | 第1話                | Production I.G                   |                                |
| 2020年 | 富豪刑事 Balance:UNLIMITED                  | 動画         | ED                   | CloverWorks                      | 表記：studioDEEN               |
| 2020年 | 戦翼のシグルドリーヴァ                      | 動画         | 第1話                | A-1 Pictures                     | 表記：スタジオDEEN             |
| 2021年 | 五等分の花嫁∬                               | 作画監督     | 第10話 - 第12話      | バイブリーアニメーションスタジオ |                                |
| 2021年 | 裏世界ピクニック                            | 第二原画     | 第12話               | LIDENFILMS FelixFilm             |                                |
| 2021年 | ワンダーエッグ・プライオリティ              | 動画第二原画 | 第2回 - 第5回第9回   | CloverWorks                      |                                |
| 2021年 | SCARLET NEXUS                               | 動画         | 第6話 第7話 第9話    | サンライズ                       |                                |
| 2021年 | ヴィジュアルプリズン                        | 動画         | 第2話                | A-1 Pictures                     | スタジオDEEN作画部             |
| 2022年 | リコリス・リコイル                          | 動画         | 第1話                | A-1 Pictures                     |                                |
| 2023年 | 星屑テレパス                                | 第二原画     | 第5話                | studio五組                       | 表記：DEEN                     |
| 2023年 | 君のことが大大大大大好きな100人の彼女       | 仕上検査     | 第10話               | バイブリーアニメーションスタジオ | DEEN DIGITAL                   |
| 2024年 | ようこそ実力至上主義の教室へ 3rd Season     | 色指定       | 第5話                | Lerche                           | 表記：株式会社スタジオディーン |

| 公開年 | タイトル                                                          | 役職         | 担当話数 | 制作元請     |
| ------ | ----------------------------------------------------------------- | ------------ | -------- | ------------ |
| 2021年 | Fate/Grand Order -終局特異点 冠位時間神殿ソロモン-                | 動画         | N/A      | A-1 Pictures |
| 2021年 | 劇場版 ソードアート・オンライン -プログレッシブ- 星なき夜のアリア | 第二原画動画 | N/A      | A-1 Pictures |

## 関連人物

### アニメーター
- 浅利歩惟
- 江森真理子
- 岡戸智凱
- 岡真里子
- 奥田泰弘
- 尾尻進矢
- 小野可奈子
- 門智昭
- 河南正昭
- 菊田幸一
- 菊地洋子
- 木村友美
- 小坂知
- 斎藤哲人
- 坂井久太
- 澁川大祐
- 清水博明
- 菅原美幸
- 杉田柊
- 鈴木博文
- 外崎春雄

- 田頭しのぶ
- 高橋しんや
- 武智敏光
- 田畑壽之
- 土屋圭
- 中嶋敦子
- なかじまちゅうじ
- 中野圭哉
- 西田亜沙子
- 沼田誠也
- 橋立佳奈
- 番由紀子
- 藤井まき
- 松島晃
- 松竹徳幸
- 松本憲生
- 水村良男
- 村田俊治
- 森本浩文
- やまざきかずお
- 山田歩

### 演出家
- 石平信司
- 井上圭介
- うえだしげる
- 大森貴弘
- 押井守
- 加藤敏幸
- 金崎貴臣
- 川瀬敏文
- 今千秋
- 佐藤照雄
- 佐藤光
- 須永司
- 大地丙太郎
- 西村純二

- 畠山守
- 古橋一浩
- ボブ白旗
- 宮繁之
- 村田尚樹
- 望月智充
- 元永慶太郎
- 柳沢テツヤ
- ヤマサキオサム
- ユキヒロマツシタ
- 吉田俊司
- 吉永尚之
- 渡邊哲哉
- わたなべひろし

### 編集
- 上野勇輔

### 制作
- 池田愼一郎（代表取締役社長）
- 島田昌彦（取締役副社長）
- 長谷川洋（創業者）
- 野口和紀
- 浦崎宣光
- 松田桂一
- 飯嶋浩次

- 豊住政弘
- 市岡大輔
- 齋藤隆行
- 中田善文
- 菊池雄一郎（現：A-1 Picturesアニメーションプロデューサー）
- 宮腰徹（現：ドライブアニメーションプロデューサー）
- 守屋竜史（現：Cygamesアニメ事業部プロデューサー）

## 同社スタッフ・OBが独立・起業した会社
現在
- ワイヤード - うみどりの3DCGスタッフだった濱村敏郎がスタジオシャムロックを経て設立したCG会社。
- EXPLOSION - め組→DEEN Digitalの撮影スタッフだった浜尾繁光が独立後、設立したアニメ撮影会社。
- 冨嶽 - 制作→撮影、デジタル部統括、プロデューサー等を務めた宮本逸雄が独立後、設立したアニメ企画制作会社。

過去
全て活動停止。
- スタジオ九魔 - 初期の仕上スタッフだった隈部昌二が独立後、設立した仕上げスタジオ（後に制作会社に転換）。戯画プロダクションに事業譲渡。
- ゲルニカ - め組の撮影スタッフだった大山佳久が独立後、設立したアニメ撮影会社。
- スタジオマトリックス - プロデューサーの白井勝也が設立した制作会社。